# Hemiphaga
Hemiphaga este genul care conține două specii de porumbei mari din Noua Zeelandă.

## Taxonomie
Genul Hemiphaga a fost introdus de naturalistul francez Charles Lucien Bonaparte în 1854, cu porumbelul neozeelandez (Hemiphaga novaeseelandiae) ca specie tip. Numele genului Hemiphaga provine din greaca veche hēmi care înseamnă „jumătate” sau „mic”, și ultimele silabe ale numelui genului Carpophaga (literal „mâncător de fructe”), un gen de porumbei acum desființat, ai cărui reprezentanți se hrănesc cu fructe. Bonaparte a considerat porumbelul neozeelandez undeva la jumătatea distanței dintre genurile Carpophaga și Megaloprepia (astăzi Ptilinopus).
Genul conține două specii:
| Imagine | Denumire științifică      | Nume comun            | Distribuție                                                    |
| ------- | ------------------------- | --------------------- | -------------------------------------------------------------- |
|         | Hemiphaga novaeseelandiae | Porumbel neozeelandez | De la Northland la Insula Stewart/Rakiura și insulele din larg |
|         | Hemiphaga chathamensis    |                       | Insulele Chatham în Noua Zeelandă                              |